# Carina Anna
Carina Anna; eredeti nevén Katharina Gschmeidler (Bécs, 1839. november 15. – Budapest, 1885. május 7.) opera-énekesnő (szoprán).

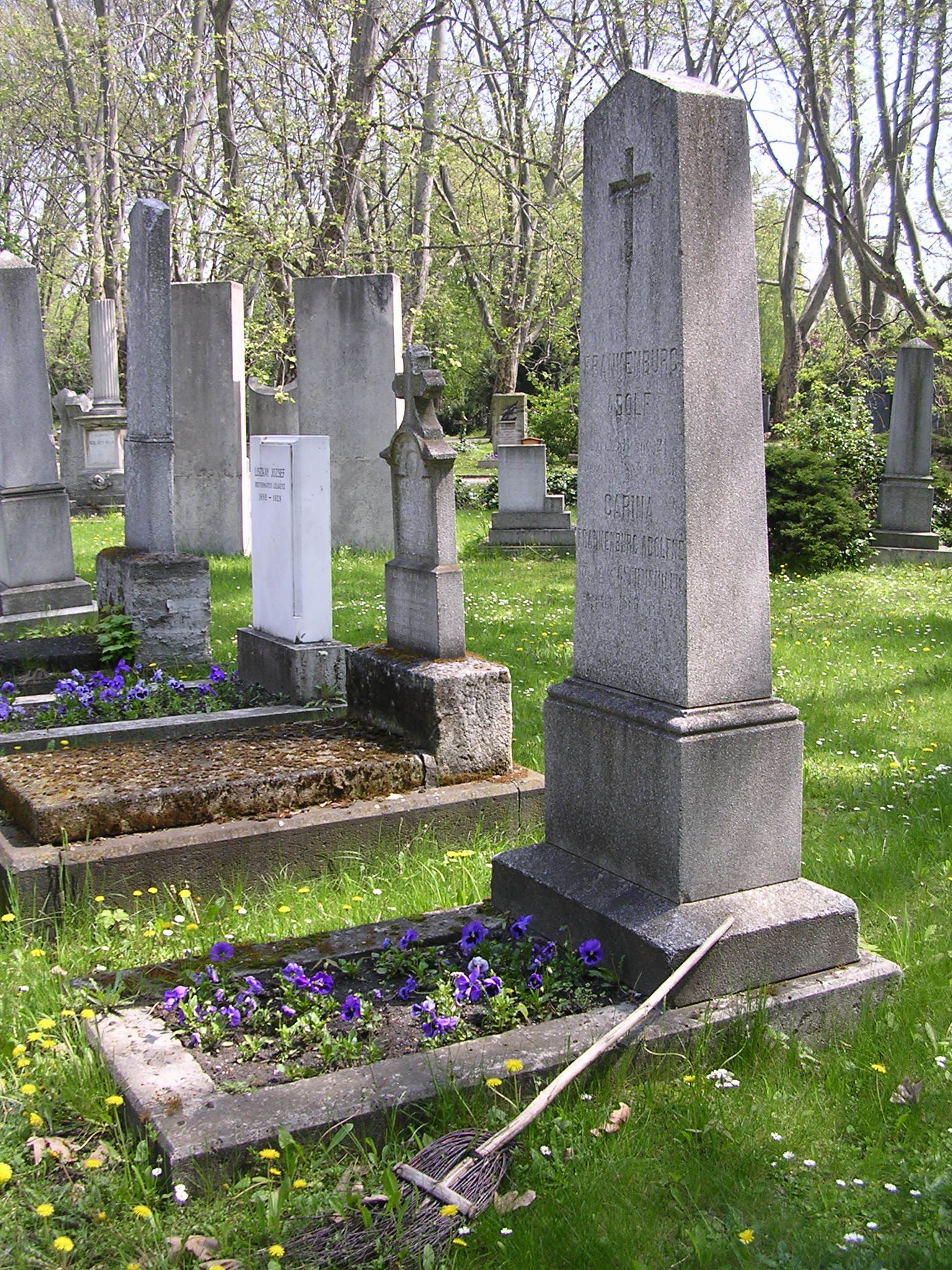
Sírja a Fiumei úti sírkertben

## Életútja
Osztrák származású, apja Gschmeidler bécsi kormányszéki tanácsos volt. Bécsben zongorázni tanult, énekelni Mathilde Marchesinél, majd Otto Uffmann-nál tanult.
Az 1861–62-es évadban kezdte pályáját a würzburgi városi színházban, a következő szezonban Frankfurt am Mainban volt tag, ekkor a Nemzeti Színházban vendégszerepelt. 1863–67 között Pesthez kötötte szerződés. 1867–68-ban a bécsi Udvari Opera tagja volt. A következő két évadot Boroszlóban, 1871–72-t Hamburgban töltötte. Ezt követte második pesti időszaka 1875-ig. Első fellépése a Hugonották Valentine szerepe volt, A  Nemzeti Színház vezető drámai szopránjaként tartották számon. 1875-ben ismét külföldre ment egy-egy évadra (Rotterdam, Zürich). 1877-ben harmadszor is Budapestre szerződött.
1878-ban Frankenburg Adolf író harmadik felesége lett. Kapcsolatuk titokban már évek óta tartott, de a házasságkötéssel meg kellett várni Frankenburg második felesége halálát. Ekkor visszavonult a színpadtól, főként férje soproni házában élt. Később csak hangversenyeken láthatta a közönség.
Erkel Ferenc őneki szánta Csáky Lóra szerepét Dózsa György c. darabjában, ezt a bemutatón Carina énekelte. Művelt, több nyelven beszélő, szerény művésznőként ismerték.

## Ismert szerepei
- Ludwig van Beethoven: Fidelio – Leonore
- Vincenzo Bellini: Norma – címszerep
- Erkel Ferenc: Hunyadi László – Szilágyi Erzsébet
- Erkel Ferenc: Dózsa György – Lóra
- Fáy Gusztáv: Camilla – címszerep
- Charles Gounod: Faust – Margit
- Wolfgang Amadeus Mozart: Don Juan – Donna Anna
- Giuseppe Verdi: Ernani – Elvira
- Giuseppe Verdi: Álarcosbál – Amalia
- Richard Wagner: Lohengrin – Brabanti Elza
- Alice (Ördög Róbert)
- Lukrécia
- Antonina